# Valverde de Alcalá
Valverde de Alcalá er en by og kommune i det centrale Spanien i Madrid-regionen. Den har et indbyggertal på 553 (2024) indbyggere.